# Emozoina
L'emozoina è un pigmento malarico prodotto dal Plasmodium malariae durante la patogenesi malarica. È un pigmento ferro-porfirinico che si accumula nel citoplasma dei parassiti sotto forma di granuli.
Il plasmodio digerisce l'emoglobina e cristalizza i cataboliti che derivano da tale digestione, formando cristalli di emozoina. In questo modo rende i cataboliti non tossici.